# Tephrosia porrecta
Tephrosia porrecta är en ärtväxtart som beskrevs av George Bentham. Tephrosia porrecta ingår i släktet Tephrosia och familjen ärtväxter. Inga underarter finns listade i Catalogue of Life.